# 湖北汽车工业学院
湖北汽车工业学院，简称汽院，是一所位于中华人民共和国湖北省十堰市的公立本科高等院校。由教育部主管。

## 历史沿革
1983月6月，东风汽车公司（二汽）创建湖北汽车工业学院，并于同年9月开始招生。1986年月，湖北汽车工业学院与位于十堰市的汽车工业干部管理学院、二汽职工大学、二汽中专、二汽职工中专等学校完成实质合并:940。
在十堰市人民政府的“十四五”规划下，十堰市正在支持湖北汽车工业学院更名为大学。

## 外部連結
- 湖北汽车工业学院网站 （页面存档备份，存于）